# Bàndicut de Raffray
El bàndicut de Raffray (Peroryctes raffrayana) és una espècie de bàndicut originària d'Indonèsia i Papua Nova Guinea. El seu hàbitat natural són els boscos secs tropicals o subtropicals.